# 黏美洲鱥
黏美洲鱥（學名：Notropis blennius）為輻鰭魚綱鯉形目雅羅魚科的其中一種，分布於北美洲加拿大亞伯達省到曼尼托巴省的哈德遜灣盆地，向南流經美國明尼蘇達州和北達科他州的紅河、密西西比河流域、威斯康辛州和明尼蘇達州到德克薩斯州、路易斯安那州和密西西比州，西至科羅拉多州東部，東至西維吉尼亞州淡水流域，本魚體細長呈長橢圓形且側扁，眼大，口下斜位，體色銀灰色，背部藍綠色帶金屬光澤，腹部銀白色，體中央有一條深色縱帶，從鼻部延伸至尾部，體長可達13公分，棲息在沙石底質的中大型河流，屬雜食性，以水生昆蟲、枝角類等為食。